# Koppenhágai Egyetem
A Koppenhágai Egyetem (dánul: Københavns Universitet) Dánia legrégebbi és legnagyobb egyeteme és kutatóintézete. 1479-ben alapították, 37 000 hallgatója (59%-uk nő) és több mint 7000 alkalmazottja van. Az egyetemnek több kampusza van Koppenhága területén és környékén, közülük a legrégebbi a belvárosban. A legtöbb tárgyat dán nyelven oktatják, de sok angol és néhány német nyelvű kurzus is van. 2800 külföldi hallgatójának fele a többi skandináv országból érkezik.

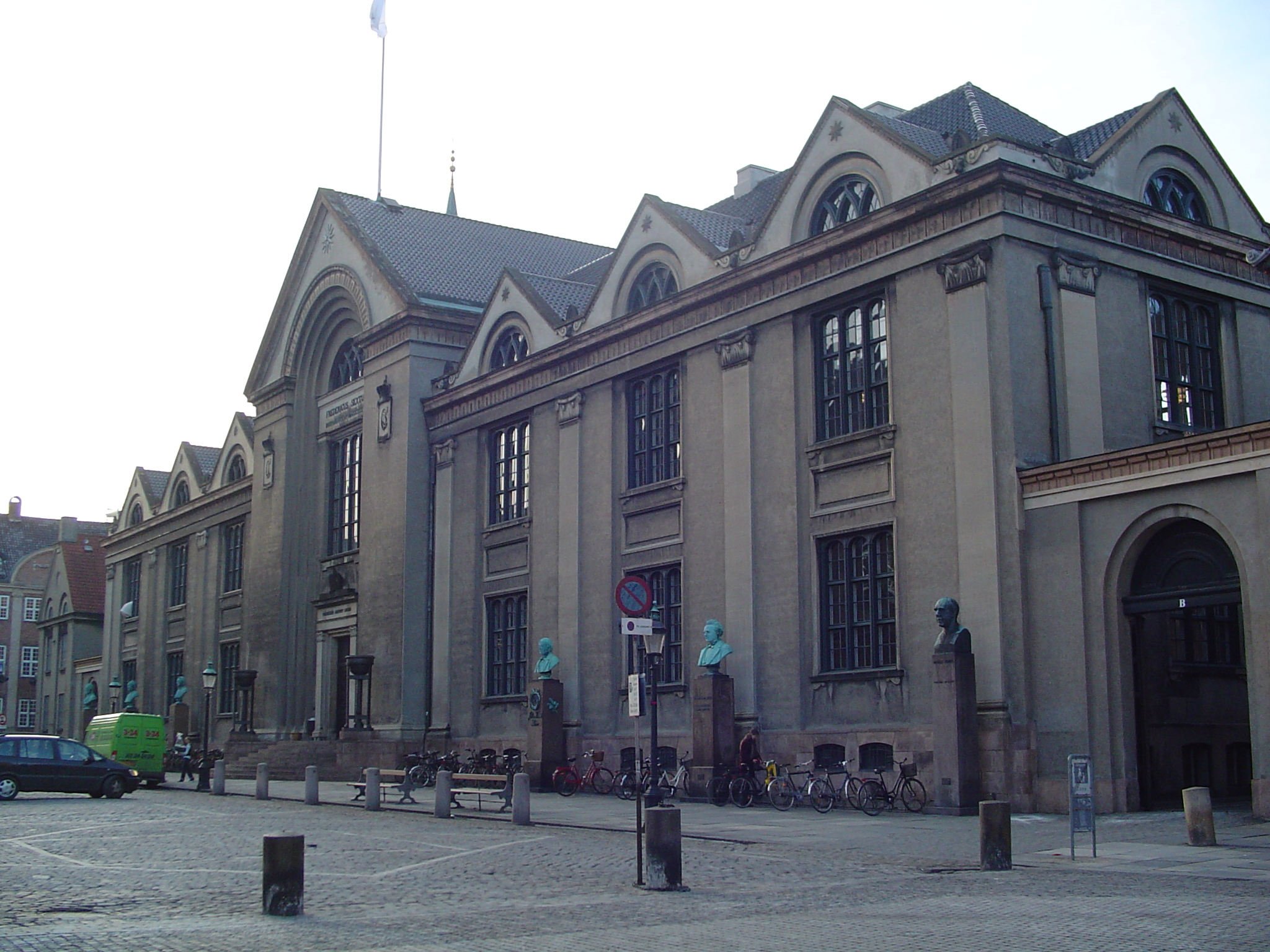
Az egyetem belvárosi épülete

## Külső hivatkozások
- Hivatalos honlap (dán, angol)